# Sara Däbritz
Sara Däbritz (Amberg, Alemania; 15 de febrero de 1995) es una futbolista alemana. Actualmente juega para el  Real Madrid Club de Fútbol (femenino) de la Liga F española.

## Trayectoria
Däbritz hizo su debut profesional el 26 de febrero de 2012 con el equipo SC Friburgo. En febrero de 2015 firmó un contrato con el Bayern de Múnich hasta 2017.
Desde la edad de 15 años fue miembro de los equipos menores de la selección nacional femenina alemana. Formó parte del conjunto que ganó el campeonato en la Copa Mundial Femenina de Fútbol Sub-20 de 2014, donde además fue galardonada con la bota de bronce y nombrada al equipo de todos estrellas.
Däbritz hizo su debut con la Selección femenina de fútbol de Alemania mayor el 29 de junio de 2013 contra la selección de Japón. Fue parte del equipo alemán que ganó en la Eurocopa Femenina 2013. El 24 de mayo de 2015 Sara Däbritz fue nombrada a la escuadra alemana para la Copa Mundial Femenina de Fútbol de 2015. Durante la Copa Mundial, el 7 de junio, de 2015 anotó su primer gol con la selección en el partido de primera ronda contra la Selección femenina de fútbol de Costa de Marfil.

## Clubes
| Club                | País     | Año             |
| ------------------- | -------- | --------------- |
| SC Friburgo         | Alemania | 2012 - 2015     |
| FC Bayern Múnich    | Alemania | 2015 - 2019     |
| París Saint-Germain | Francia  | 2019 - 2022     |
| Olympique de Lyon   | Francia  | 2022 - presente |

## Títulos

### Campeonatos nacionales
| Título              | Club                | País     | Año     |
| ------------------- | ------------------- | -------- | ------- |
| Bundesliga          | Bayern de Múnich    | Alemania | 2015-16 |
| Division 1 Féminine | Paris Saint-Germain | Francia  | 2020-21 |

### Campeonatos internacionales
| Título                                        | Equipo   | Sede final | Año  |
| --------------------------------------------- | -------- | ---------- | ---- |
| Campeonato Europeo Femenino Sub-17 de la UEFA | Alemania | Suiza      | 2012 |
| Eurocopa Femenina                             | Alemania | Suecia     | 2013 |
| Copa Mundial Femenina de Fútbol Sub-20        | Alemania | Canadá     | 2014 |
| Juegos Olímpicos de Río de Janeiro 2016       | Alemania | Brasil     | 2016 |